# Cyclodinus longipilis
Cyclodinus longipilis is een keversoort uit de familie snoerhalskevers (Anthicidae). De wetenschappelijke naam van de soort is voor het eerst geldig gepubliceerd in 1863 door Brisout de Barneville.